# 孫抗
孫抗（1000年—1053年），字和叔，黟縣（今屬安徽）人。

## 生平
少時寄食浮屠山中，博極群書。仁宗天聖五年（1027年），同学究出身，補滁州來安縣主簿。宝元元年吕溱榜甲科進士，遷大理寺丞。慶曆二年（1042年），出知復州，遷廣西轉運使。皇祐四年在征伐儂智高時，因督吏輸餉、治城修械有功，官尚書司封員外郎。皇祐五年（1053年）三月卒，得年五十四，是年十二月二十五日葬黟县怀乡上林村。

## 家族
先祖弃广陵以避孙儒之乱。